# Hrenovka
Hrenovka je vrsta sveže klobase. Poimenovanje izvira iz hrenove klobase, torej klobase, ki se jé s hrenom.
Hrenovke so tanjše klobase z nadevom.  Navadno je izdelana iz teletine, bikovega, perutninskega pa tudi konjskega drobno sesekljanega, po navadi pa mletega mesa in maščobe. Polnjene so v ovčje čreva, v novejšem času pa tudi v naravne ali umetne ovoje. Izdeljujejo jih v parih. Hrenovka vsebuje do 30% vode.